# Arthur Thomas Myers
Arthur Thomas Myers (* 16. April 1851 in Keswick; † 10. Januar 1894 in London) war ein britischer Arzt, Cricket- und Tennisspieler.

## Leben
Myers wurde 1851 im nordenglischen Keswick geboren. Er besuchte das Cheltenham College und studierte anschließend Medizin am Trinity College in Cambridge. Dort wurde er Kapitän der Cricketmannschaft. In der Saison 1870 bestritt er überdies sein einziges First-Class-Spiel gegen den MCC als Batsman. Als Tennisspieler nahm er 1878 an der zweiten Auflage des Turniers von Wimbledon teil und erreichte das Viertelfinale. Dabei war er der erste Spieler, der den Überkopf-Aufschlag einsetzte. Im Jahr darauf spielte er nochmals in Wimbledon, kam jedoch nicht über das Achtelfinale hinaus. Darüber hinaus wurde er als begeisterter Bergsteiger beschrieben.
Nach Abschluss seines Studiums 1881 arbeitete er am St George’s Hospital in London und veröffentlichte regelmäßig Aufsätze zu unterschiedlichen medizinischen Themen, wobei er sich später auf Nervenkrankheiten konzentrierte. Myers, der selbst an Epilepsie litt, beschäftigte sich dabei mit Heilmethoden mittels Hypnose.
Er starb 1894 im Alter von nur 42 Jahren im Londoner Stadtteil Marylebone durch Selbstmord an einer Überdosis von Chloral.

## Quelle
- Nachruf im British Medical Journal, 27. Januar 1894, S. 223